# Permeabilität (Geowissenschaften)

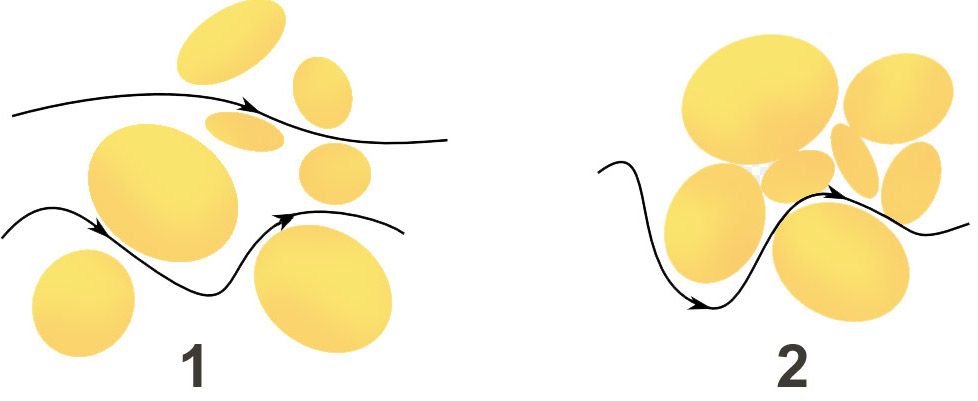
Schema von Böden mit unterschiedlicher Durchlässigkeit; links ist die Permeabilität höher.

Unter Permeabilität (von lateinisch permeare ‚durchlassen‘) wird in der Bodenkunde und Geotechnik die Durchlässigkeit von Böden und Festgestein für Flüssigkeiten oder Gase verstanden, beispielsweise für Grundwasser, Erdöl oder Erdgas. Zur Quantifizierung der Permeabilität ({\displaystyle K}) dient hierbei der Durchlässigkeitsbeiwert ({\displaystyle k_{f}}), auch kurz kf-Wert genannt, der gewöhnlich für flüssiges Wasser bestimmt wird.

## Definition
Die Permeabilität ist aus dem Darcyschen Gesetz abgeleitet und definiert als:
{\displaystyle K={\frac {Q\cdot \eta \cdot l}{A\cdot \Delta p}}}
Hierbei bedeuten:
- {\displaystyle K}: Permeabilität in m²
- {\displaystyle Q}: Fließrate in m³/s
- {\displaystyle \eta }: Dynamische Viskosität des Fließmediums in Ns/m²
- {\displaystyle l}: durchströmte Länge des porösen Körpers in m
- {\displaystyle A}: durchströmte Querschnittsfläche des porösen Körpers in m²
- {\displaystyle \Delta p}: Druckdifferenz in Pa = N/m², die sich nach dem Strömen einstellt.

Die Permeabilität hängt nur von den Eigenschaften des durchströmten Mediums ab (Materialkennwert), denn das Produkt aus Fließrate {\displaystyle Q} und Viskosität {\displaystyle \eta } bleibt konstant:
{\displaystyle Q\cdot \eta ={\text{konst.}}}
D. h. je niedriger die Viskosität, desto höher die Fließrate und umgekehrt.
Da die Permeabilität nicht von der Dichte beeinflusst wird, die bei Gasen vom Druck abhängt, ist sie gut für Gase geeignet und wird daher häufig in der Erdgas- und Erdölwirtschaft benutzt. Die dynamische Viskosität ist im Bereich der Gültigkeit des Gasgesetzes vom Druck unabhängig, eine Temperaturabhängigkeit ist immer gegeben.
Als SI-Einheit für die Permeabilität ergibt sich m². Eine weitere gebräuchliche Maßeinheit ist das Darcy, benannt nach dem französischen Wissenschaftler Henry Darcy (1803–1858), der 1856 das Fließen von Wasser durch Kiesbettungen untersucht hat:
{\displaystyle 1\,\mathrm {Darcy} =9{,}86923\cdot 10^{-13}\,\mathrm {m} ^{2}\approx 10^{-12}\,\mathrm {m} ^{2}.}
Da 1 Darcy eine relativ hohe Permeabilität ist, werden in der Geotechnik und im Bergbau oft das Millidarcy (mD) oder die SI-Einheit (µm)² verwendet.

## Durchlässigkeitsbeiwert
Auch der Durchlässigkeitsbeiwert (bzw. die hydraulische Leitfähigkeit) quantifiziert die Durchlässigkeit von Boden oder Fels, jedoch gehen hier zusätzlich die Dichte und die Viskosität des durchströmenden Fluids ein:
{\displaystyle k_{f}={\frac {K\cdot \rho \cdot g}{\eta }}={\frac {Q\cdot l\cdot \rho \cdot g}{A\cdot \Delta p}}.}
Hierbei bedeuten:
- {\displaystyle k_{f}}: Durchlässigkeitsbeiwert in m/s
- {\displaystyle \rho }: Dichte des Fluids, bei Wasser 1000 kg/m³
- {\displaystyle g}: Erdbeschleunigung = 9,81 m/s²
- {\displaystyle \eta }: Dynamische Viskosität des Fluids, bei Wasser 10−3 Ns/m².

Der Durchlässigkeitsbeiwert wird meist für strömende Flüssigkeiten (Wasser) verwendet, also in den Bereichen Wasserwirtschaft und Wasserbau. Da bei (inkompressiblen) Flüssigkeiten {\displaystyle \rho ={\text{konst.}}} vorausgesetzt werden kann, lässt sich der Durchlässigkeitsbeiwert auch vereinfacht schreiben als:
{\displaystyle k_{f}={\frac {Q\cdot l}{A\cdot \Delta h}}}
mit der Höhendifferenz {\displaystyle \Delta h,} über die die Strömung erfolgt.
Sofern nicht anders angegeben, beziehen sich die in der Literatur angegebenen Werte für {\displaystyle k_{f}} üblicherweise auf Wasser. Ist der Durchlässigkeitsbeiwert für ein mit Wasser durchströmtes Medium bekannt, dann lässt sich die Durchlässigkeit dieses Mediums für andere Stoffe berechnen (s. u. „Bestimmung der Permeabilität“).

### Wertebereiche
| Durchlässigkeitsbeiwerte nach DIN 18130 (Wasser) | Durchlässigkeit                   |
| ------------------------------------------------ | --------------------------------- |
| > 10−2 m/s                                       | sehr stark durchlässig            |
| 10−2 bis 10−4 m/s                                | stark durchlässig                 |
| 10−4 bis 10−6 m/s                                | durchlässig                       |
| 10−6 bis 10−8 m/s                                | schwach durchlässig               |
| 10−8 bis 10−9 m/s                                | sehr schwach durchlässig          |
| < 10−9 m/s                                       | nahezu völlig wasserundurchlässig |

| Lockergestein       | Durchlässigkeitsbeiwert (Wasser) |
| ------------------- | -------------------------------- |
| reiner Kies         | 10−1 bis 10−2 m/s1               |
| grobkörniger Sand   | um 10−3 m/s1                     |
| mittelkörniger Sand | 10−3 bis 10−4 m/s1               |
| feinkörniger Sand   | 10−4 bis 10−5 m/s1               |
| schluffiger Sand    | 10−5 bis 10−7 m/s1               |
| toniger Schluff     | 10−6 bis 10−9 m/s1               |
| Ton                 | 10−7 bis 10−12 m/s               |

Die Grenze zwischen einem durchlässigen und einem undurchlässigen Boden liegt etwa bei 10−6 m/s.

## Eigenschaften und Einflussgrößen
Die Durchlässigkeit von Böden hängt in erster Linie von ihrer Porosität ab, die von Fels von seiner Porosität und/oder seiner Klüftigkeit. Die Porosität von Böden wiederum hängt ab von den Korngrößen, ihrer Verteilung und damit vom Porenvolumen des Bodens.
Durchlässigkeit und Durchlässigkeitsbeiwert quantifizieren in ähnlicher Weise die Fließrate {\displaystyle Q} durch ein durchlässiges Medium in Abhängigkeit von der Druckdifferenz {\displaystyle \Delta p}, unterschiedlich sind nur ihre Einheiten:
- Bei der Durchlässigkeit ist es eine Fläche (m²).
- Beim Durchlässigkeitsbeiwert ist es eine Geschwindigkeit (m/s).

Beide Größen können richtungsabhängig sein und werden dann als Tensoren dargestellt.
Außerdem sind beide Größen konstant über die Fließrate {\displaystyle Q}, sofern die folgenden Bedingungen erfüllt sind:
1. Laminare Strömung
2. Keine Wechselwirkung zwischen Gesteinsoberfläche und fließendem Medium
3. Nur eine Phase im Porenraum bei hundertprozentiger Sättigung mit dieser Phase.

## Bestimmung

### Messtechnisch

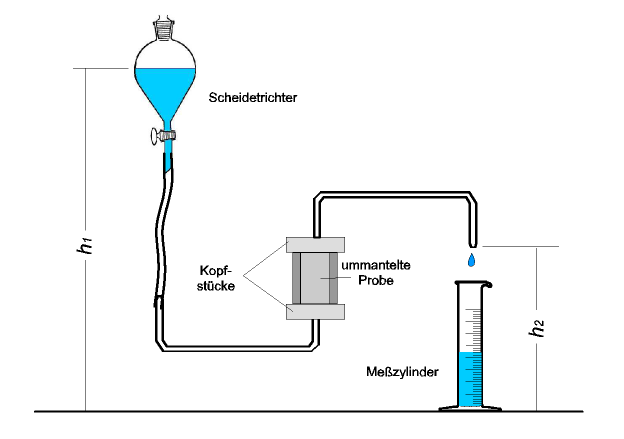
Bestimmung von Flüssigkeitspermeabilitäten

In gesteinsphysikalischen Laboratorien wird die Permeabilität routinemäßig an zylindrischen Proben mit einem Durchmesser von 30 mm und einer Länge von 40 bis 80 mm bestimmt; in den USA sind für Routinemessungen Proben von 1 Zoll (2,54 cm) × 1 1⁄2 Zoll gebräuchlich. Für Untersuchungen, bei denen es auf ein großes Porenvolumen ankommt (beispielsweise relative Permeabilität), sind auch Probendurchmesser von 40 mm üblich. Die Orientierung der Proben ist standardmäßig parallel zur Schichtung.
Ein Sonderfall ist die Bestimmung der Permeabilitätsanisotropie an Würfeln von 30 oder 40 mm Kantenlänge. Diese sind so aus dem Kernmaterial herauszuarbeiten, dass zwei Flächen parallel zur Schichtung orientiert sind und somit Daten parallel und senkrecht zur Schichtung an einer Probe bestimmt werden können.
Mit der skizzierten Messanordnung wird {\displaystyle k_{f}} für Wasser bestimmt:
{\displaystyle k_{\mathrm {f} }={\frac {Q\cdot l}{A\cdot (h_{1}-h_{2})}}}     (Symbole aus Skizze und wie bei den obigen Formeln)
{\displaystyle K} lässt sich dann über die dynamische Viskosität {\displaystyle \eta } des Wassers und seine Dichte {\displaystyle \rho } berechnen:
{\displaystyle K={\frac {k_{\mathrm {f} }\cdot \eta }{\rho \cdot g}}}
Ist der Durchlässigkeitsbeiwert {\displaystyle k_{f}} für das mit Wasser durchströmte Medium experimentell bestimmt, so kann man aus der eben genannten Beziehung den Durchlässigkeitsbeiwert dieses Mediums für andere Fluide, z. B. für Erdöl, durch Einsetzen von deren Dichte und dynamischer Viskosität berechnen:
{\displaystyle {\begin{aligned}K\cdot g&={\frac {k_{\mathrm {f} }\cdot \eta }{\rho }}={\text{konst.}}\\\Rightarrow k_{\mathrm {f2} }&=k_{\mathrm {f1} }\cdot {\frac {\rho _{2}\cdot \eta _{1}}{\rho _{1}\cdot \eta _{2}}}\end{aligned}}}
oder unter Verwendung der kinematischen Viskosität {\displaystyle \nu }:
{\displaystyle \nu ={\frac {\eta }{\rho }}}
{\displaystyle \Rightarrow k_{\mathrm {f2} }=k_{\mathrm {f1} }\cdot {\frac {\nu _{1}}{\nu _{2}}}}

### Rechnerisch aus der Kornverteilungskurve
Für Böden besteht die Möglichkeit, den Durchlässigkeitsbeiwert {\displaystyle k_{f}} für Wasser in m/s aus der Kornverteilungskurve abzuschätzen (Hazen, 1893):
{\displaystyle k_{\mathrm {f} }\approx 0{,}0116\cdot {d_{\mathrm {w} }}^{2}\approx 0{,}0116\cdot {d_{10}}^{2}}
Hierbei bedeuten:
- {\displaystyle d_{w}}: Wirksamer Korndurchmesser in mm
- {\displaystyle d_{10}}: Korndurchmesser für den Gewichtsanteil m = 10 % der Kornverteilungskurve.

Diese Abschätzung gilt nur unter der Voraussetzung, dass der Ungleichförmigkeitsgrad {\displaystyle C_{u}=d_{60}/d_{10}<5} ist (gleichförmiger Boden).
Nach Beyer ist
{\displaystyle k_{\mathrm {f} }\approx C\cdot d_{10}^{2}}
{\displaystyle C} ist ein Beiwert, der vom Ungleichförmigkeitsgrad abhängt: {\displaystyle C=f(C_{u}).} Für bestimmte {\displaystyle C_{u}} ist {\displaystyle C=0{,}0116}, sodass die Formel mit der von Hazen übereinstimmt.

## Anwendung
Angewendet werden diese Materialparameter dann, wenn Böden oder Fels von Flüssigkeiten oder Gasen durchströmt werden: Grundwasserströmungen, Trinkwassergewinnung, Gewinnung von Erdöl oder Erdgas, Berechnungen des Wasserandrangs an Bauwerken und Tunneln, Ermittlung der Dichtigkeit von Dämmen und Deichen, auch bei kontaminierten Böden und der Verpressung von Kohlendioxid.

### Förderung von Erdöl und Erdgas
Für die Wirtschaftlichkeit der Förderung von Erdöl und Erdgas ist die Produktionsrate eine wichtige Einflussgröße. Sie hängt u. a. von der Permeabilität der geologischen Formationen ab, aus denen diese Rohstoffe gefördert werden. Da jedoch auch der Weltmarktpreis mit über die Wirtschaftlichkeit entscheidet, lassen sich hier keine dauerhaft gültigen Grenzwerte angeben.

### Planung von Abdichtungs- und Vergütungsinjektionen
Für die Planung von Injektionen zur Abdichtung und/oder zur Verbesserung der mechanischen Eigenschaften von Lockergesteinen ist die Kenntnis über die hydraulischen Eigenschaften bedeutend.

## Transmissibilität und Transmissivität
Die Transmissibilität {\displaystyle T_{\mathrm {K} }} ist definiert als Produkt aus Permeabilität {\displaystyle K} und der Mächtigkeit {\displaystyle M} der Wasser führenden Boden- oder Gesteinsschicht (Aquifer):
{\displaystyle T_{\mathrm {K} }=K\cdot M}
Analog dazu wird die Transmissivität {\displaystyle T_{\mathrm {k} }} definiert als Produkt aus Durchlässigkeitsbeiwert {\displaystyle k_{f}} und Mächtigkeit:
{\displaystyle T_{\mathrm {k} }=k_{\mathrm {f} }\cdot M}
Besteht der Aquifer aus i Schichten mit unterschiedlichen Durchlässigkeiten und Mächtigkeiten, dann werden die jeweiligen Produkte addiert:
{\displaystyle T_{k}=k_{\mathrm {f1} }\cdot M_{1}+k_{\mathrm {f2} }\cdot M_{2}+k_{\mathrm {f3} }\cdot M_{3}+\ldots +k_{\mathrm {fi} }\cdot M_{\mathrm {i} }}
Aus letzter Formel wird der Zweck der beiden Größen deutlich: sie stellen die Integrale der jeweiligen Durchlässigkeitswerte ({\displaystyle K} oder {\displaystyle k_{f}}) über die Aquifer-Mächtigkeit dar. Dies berücksichtigt, dass die Durchlässigkeit meist nicht über die gesamte Höhe des Aquifers gleich ist: der Aquifer ist inhomogen bezüglich seiner Durchlässigkeit.
Wegen des gemeinsamen Faktors {\displaystyle M} besteht zwischen den beiden Größen die gleiche Beziehung wie zwischen {\displaystyle k_{f}} und {\displaystyle K}:
{\displaystyle {\frac {T_{\mathrm {k} }}{T_{\mathrm {K} }}}={\frac {k_{\mathrm {f} }}{K}}={\frac {\rho \cdot g}{\eta }}}
Die gebräuchlichere der beiden Größen ist in Anlehnung an die DIN die Transmissivität, da sie für die Gewinnung von Grundwasser als Trinkwasser eine wichtige Rolle spielt.
Die Transmissivität wird überwiegend über einen Pumpversuch ermittelt. Dabei erhält man jedoch nur die Gesamt-Transmissivität und keine Angaben über die o. g. Inhomogenitäten bezüglich der Durchlässigkeit des Aquifers.
Anmerkungen:
- Die Transmissibilität wird auch in der Augenoptik als Durchlässigkeitsmessgröße für Kontaktlinsen benutzt. Hier gibt sie an, wie viel Sauerstoff (in cm³/s) bei 1 mmHg beidseitigem Druck eine Fläche von 1 cm² einer Membran durchströmt. Siehe: Permeabilität (Materie), Barrer.
- Als Transmissivität wird oft (wissenschaftlich-salopp) der in der Physik benutzte Transmissionsgrad bezeichnet.